# William Howard Hay
William Howard Hay (Hartstown, 14 dicembre 1866 – 1940) è stato un medico statunitense conosciuto principalmente per la "dieta Hay", un sistema dietetico che valuta la combinazione degli alimenti tra loro durante la digestione.

## Carriera
Hay si laureò al New York University Medical College nel 1891 e ottenne la licenza di medico in Pennsylvania. Dopo la laurea esercitò la professione a Youngsville e fu chirurgo per l'American Tinplate Company di New Castle. Nel 1905, a seguito di un episodio di insufficienza cardiaca acuta dovuto alla corsa per prendere un treno, scoprì di avere la malattia di Bright (o ipertensione) con "cuore dilatato", una condizione con una prognosi infausta all'epoca. Di conseguenza cessò la professione di chirurgo, cambiò la sua dieta, sospese il consumo di bevande diuretiche e smise di fumare. Le sue condizioni via via migliorarono, perse significativamente peso e la sua pressione sanguigna diminuì. Nei successivi 4 anni sviluppò un sistema dietetico basato su questa personale esperienza.
Nel 1921 si spostò a Buffalo e nel 1927 fu nominato direttore dell'East Aurora Sun and Diet Sanatorium, dove sviluppò i "Sun-Diet Menus". In questo periodo Hay era membro del Medical Advisory Board della Defensive Diet League of America e fece una campagna contro l'uso di utensili da cucina in alluminio, la vivisezione e la vaccinazione contro il vaiolo. Nel 1930 si dimise dalla società medica locale poco prima che venissero mosse le accuse di pubblicità non etica. Nel 1932 acquistò il resort Pocono Hay-ven e nel 1935 divenne direttore medico della Hay System, Inc. La dieta Hay era molto popolare in quel periodo e i ristoranti offrivano menu "Hay-friendly". Tra i seguaci dei suoi consigli dietetici, noti come “Hayites”, c'era Henry Ford.

## La dieta Hay
Il sistema dietetico da lui sviluppato promuove l'idea che alcuni alimenti vengano assimilati più velocemente in un ambiente a pH acido durante la digestione, e altri alimenti richiedano al contrario un ambiente a pH alcalino, e che entrambi i processi non possano avvenire contemporaneamente, nello stesso pasto, pena difficolta digestive e conseguenti malattie nel lungo periodo.
Nelle pagine iniziali dei testi raccomanda di:
- Abbandonare gli alimenti raffinati, quali le farine bianche, ed il riso brillato, raccomandando l'uso degli analoghi integrali.
- Abbandonare lo zucchero raffinato.
- Comporre i pasti con l'80% di vegetali
- Usare oli vegetali ottenuti con pressione a freddo.

## Critiche
Hay fu definito dal Journal of the American Medical Association un maniaco del cibo in seguito all'aver invitato un paziente con diabete di tipo 1 a smettere di assumere insulina.
Il medico Logan Clendening descrisse la dieta Hay come una "mania alimentare poco scientifica"

Jeffrey M. Pilcher, professore di storia del cibo, ha osservato che:
 In realtà nei suoi testi si raccomanda semplicemente di separare i cibi per ottenere una migliore digestione.
Le idee dietetiche di Hay hanno ricevuto continue critiche per la mancanza di basi scientifiche. Tuttavia, la dieta Hay fu ripresa da molti autori che svilupparono diete successive, come la dieta Kensington e la dieta Beverly Hills, che sono rimaste popolari fino ai giorni nostri, con attori come Elizabeth Hurley, Helen Mirren e Catherine Zeta-Jones che seguono diete che combinano alimenti.

## Opere
- The Medical Millennium, (1927)
- Health Via Food, (1929)
- Weight Control, (1935)
- A New Health Era, (1935)
- Building Better Bodies, (1936)
- The Hay System of Child Development (1936) [with Esther L. Smith]
- What Price Health, (1946)
- How to Always Be Well, (1967)